# Харви Постълуайт
Харви Постълтуайт е британски инженер и спортен деятел.
Той е технически директор на няколко отбора от „Формула 1“ през 1970-те, 1980-те и 1990-те години. Умира от инфаркт, докато ръководи програмата на „Хонда“ за „Формула 1“.